# Neue Weststadt

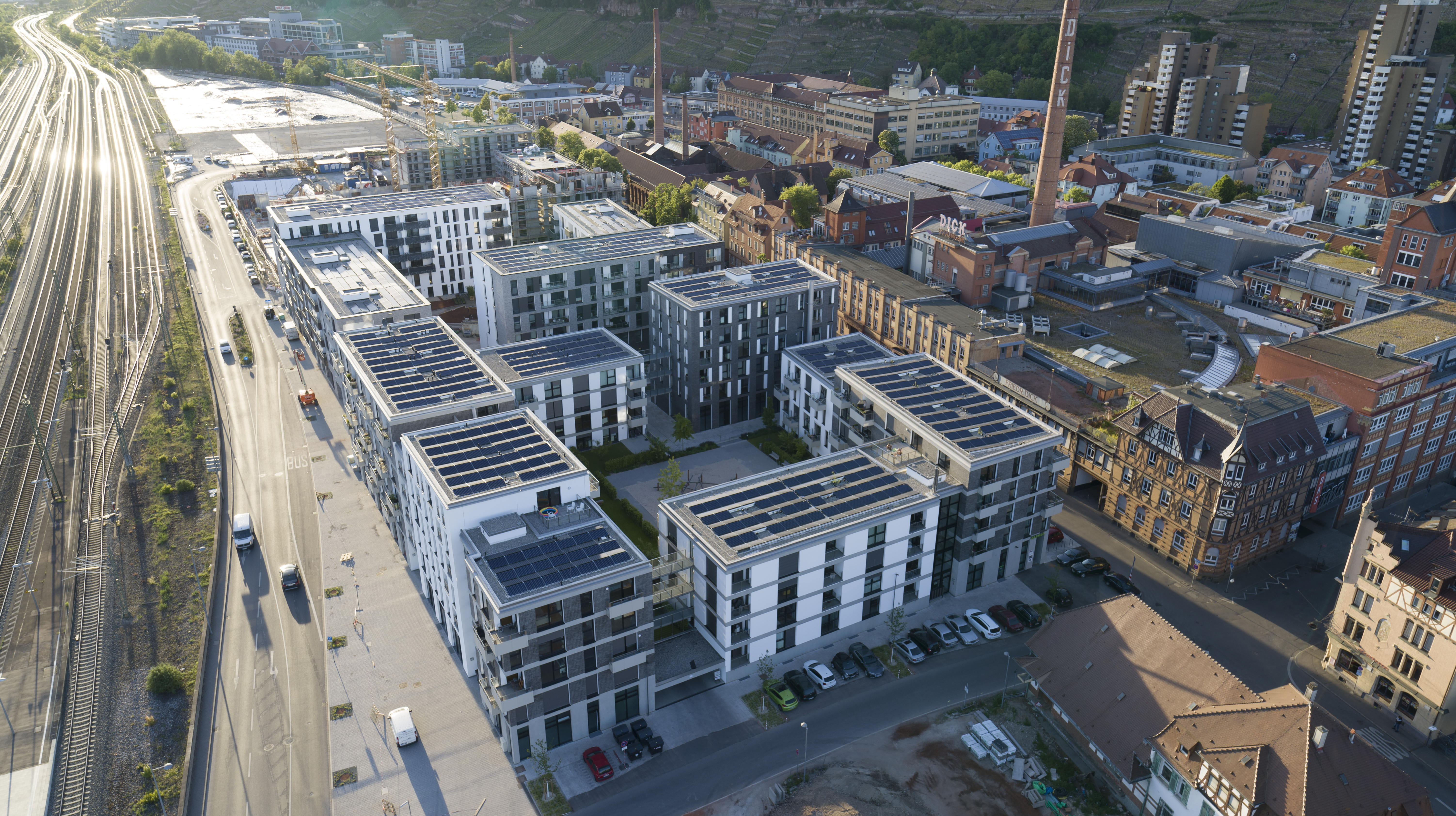
Neue Weststadt Esslingen am Neckar – Luftaufnahme

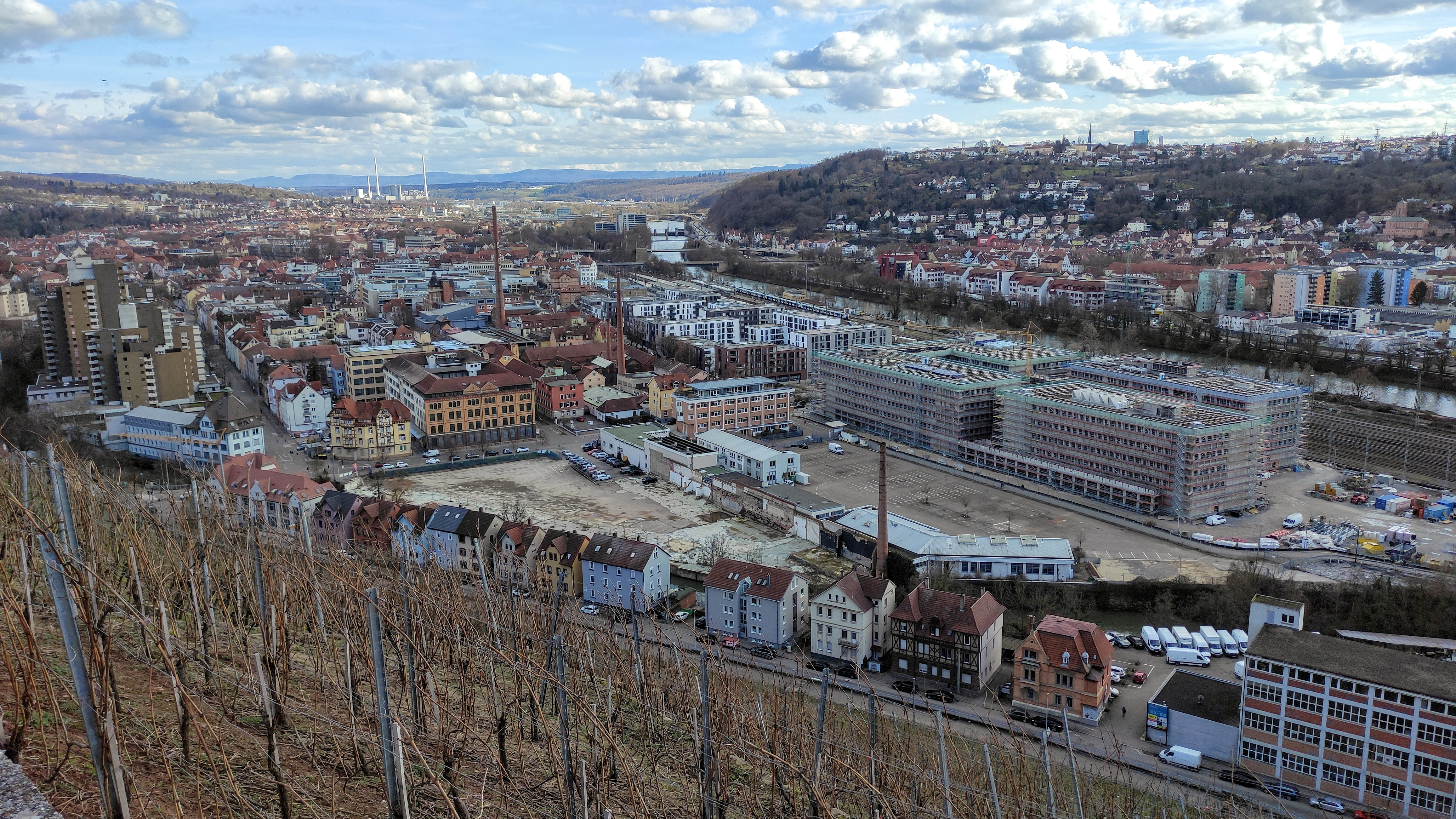
Blick vom Neckarhaldenweg im Februar 2024 auf die Weststadt von Esslingen

Bei der Neuen Weststadt handelt es sich um eine zehn Hektar große Fläche in Esslingen am Neckar, die städtebaulich neu entwickelt wird. Die städtebauliche Entwicklungsfläche befindet sich zwischen dem Bahnhof Esslingen und dem ehemaligen Hengstenberg-Areal und grenzt nördlich direkt an die Weststadtbebauung an.
Auf dem Gelände der „Neuen Weststadt“ in Esslingen am Neckar, entsteht auf einer Fläche von 100.000 m² ein urbanes Modellviertel mit ca. 480 Wohnungen, Büros- und Gewerbeflächen, sowie einem Neubau der Hochschule Esslingen. Im Rahmen des Forschungsvorhabens „Klimaquartier – Neue Weststadt“ soll dabei ein zukunftsfähiges Energiekonzept auf Quartiersebene umgesetzt werden. Das Ziel des Forschungsprojekt ist es, ein Stadtquartier zu errichten, dessen Pro-Kopf-Emissionen im Jahr unter einer Tonne CO2 liegen. 1 Tonne CO2 pro Kopf und Jahr gilt als Mindeststandard, der bis 2050 bundesweit erreicht werden soll, um eine Emissionsreduktion von 95 % zu erreichen. Das Pilotprojekt steht unter der wissenschaftlichen Leitung von Prof. Dr.-Ing. M. Norbert Fisch. An dem Leuchtturmprojekt beteiligt sind unter anderem die Stadt Esslingen und das SIZ (Steinbeis Innovationszentrum).
Die Finanzierung des Grunderwerbs inklusive Nebenkosten und Abbrucharbeiten erfolgt durch die Wohnbau Stadt Esslingen GmbH (WSE), sie hat hierfür Kredite in Höhe von 7.390.000 € aufgenommen. Die jährliche Zinsbelastung beträgt ca. 359.000 €. WSE ist ein Eigenbetrieb der Stadt. Der Ansprechpartner für die Belange der Bürger des Stadtgebiets Weststadt für die Stadtverwaltung und den Gemeinderat ist der Bürgerausschuss Innenstadt.

## Pionierprojekt Klimaquartier
Kernstück des technologisch innovativen Stadtquartiers ist das energetische Versorgungskonzept, das eine Kopplung der Sektoren Strom, Wärme, Kälte und Mobilität vorsieht. Ein Elektrolyseur wandelt überschüssigen erneuerbaren Strom lokaler und überregionaler Erzeugung in „grünen Wasserstoff (H2)“ um und macht die Energie auf diese Weise speicherfähig. Wird später wieder Strom im Stadtquartier benötigt, lässt sich der Wasserstoff klimaneutral in Blockheizkraftwerken wieder rückverstromen. Zur saisonalen Langzeitspeicherung und Dekarbonisierung des Gassektors wird der produzierte Wasserstoff zusätzlich in das Erdgasnetz der Stadt eingespeist. Darüber hinaus soll der lokal erzeugte Wasserstoff für die Nutzung in Industrie und Mobilität außerhalb des Quartiers bereitgestellt werden. Hierzu ist die Errichtung einer H2-Abfüllstation und einer Gasnetz-Einspeisestation im Quartier geplant.

## Energiekonzept
Das Forschungsvorhaben „Klimaneutrales Stadtquartier – Neue Weststadt Esslingen“ ist ein nationales Leuchtturmprojekt und wird vom BMWi und BMBF gefördert. Mittels eines Elektrolyseurs kann vor Ort überschüssiger Ökostrom in „grünen Wasserstoff“ umgewandelt werden; dieser wird gespeichert und für das Quartier, eine emissionsfreie Mobilität sowie für die Industrie nutzbar gemacht. Das Stadtbauprojekt Neue Weststadt – Klimaquartier in Esslingen ist durch sein Energiekonzept einmalig in Deutschland. Bei der energetischen Versorgung des Quartiers sollen nahezu keine klimaschädlichen Emissionen wie CO2 verursacht und der Energieverbrauch ohne Komfortverlust reduziert sowie höchste Energieeffizienz ermöglicht werden.